# Hiroto Muraoka
Hiroto Muraoka, född 19 september 1931 i Bunkyo, Japan, död 13 mars 2017 i Kodaira var en japansk fotbollsspelare.